# Монтенегро Кирога, Карлос
Карлос Монтенегро Кирога (исп. Carlos Montenegro Quiroga; 26 декабря 1903 — 10 марта 1953) — боливийский юрист, журналист, публицист, политик и дипломат, занимавший пост министра сельского хозяйства в 1943—1944 годах. Он был главным политическим теоретиком Националистического революционного движения и одним из создателей партийной газеты La Calle, заложившей идеологические основы партии. Его самая известная работа — эссе о влиянии журналистики на историю Боливии «Национализм и колониализм» («Nacionalismo y coloniaje», 1943), — считается одной из самых влиятельных работ в боливийской историографии.

## Ранние годы
Карлос Монтенегро родился 26 декабря 1903 года в Кочабамбе в семье Родольфо Монтенегро Гусмана и Ракель Кироги. Монтенегро Гусман был писателем и политиком, который в качестве начальника полиции был причастен к гибели американских преступников Бутча Кэссиди и Сандэнса Кида, тогда как Кирога была дочерью зажиточного землевладельца. Карлос был вторым из пяти братьев и сестер — двух мальчиков и трех девочек. Хотя поначалу они наслаждались относительно комфортным детством в семейном поместье, в конечном итоге их активы значительно сократились из-за долгов, а их имущество было конфисковано.
В восемнадцать лет Монтенегро начал заниматься журналистикой, работая в авангардном еженедельном журнале «Искусство и труд» (Arte y Trabajo). Впервые вышедшее 21 февраля 1921 года тиражом 500 экземпляров, мелкое издание под руководством Сесарео Каприлеса Лопеса освещало политические вопросы с точки зрения индивидуалистического анархизма, пропагандируя аполитичность, антиклерикализм и либертарное образование. Газета получила скромный приём, но привлекла молодых интеллектуалов вроде самого Монтенегро, Аугусто Гусмана, Хосе Антонио Арсе и Аугусто Сеспедеса. Его работа в издании привела к отлучению от Католической церкви по обвинению в оскорблении епископа Кочабамбы Франсиско Пьерини «пестрым» и отрицании божественности Иисуса Христа в одной из своих публикаций. Тем не менее, Монтенегро до 1929 года продолжал свою работу в Arte y Trabajo — в какой-то момент став директором еженедельника.
Вскоре после этого он изучал право в Высшем университете Сан-Симон, который окончил в 1925 году, получив специальность юриста. В 1927 году он женился на Марии Кироге Варгас — поэтессе, писательнице и учительнице, от которой у него было двое детей: Марио и Марта. Однако они развелись всего четыре года спустя.

## Ранняя политическая карьера
В политику Монтенегро пришёл в 1926 году, когда он работал заместителем префекта Кильякольо. В следующем году он вступил в Национальный союз (позже — Националистическая партия) президента Эрнандо Силеса Рейеса. За сотрудничество с «тираном Силесом» Боливийская университетская федерация объявила его «врагом молодёжи».

### Чакская война
Монтенегро было двадцать девять лет, когда в 1932 году разразилась Чакская война. Несмотря на то, что он пошёл служить на фронт, он никогда не держал в руках оружия, в конечном итоге дослужившись до должности инспектора пропаганды Генерального штаба. Во время службы там он наладил отношения с военным корреспондентом Аугусто Сеспедесом, с которым у него были схожие политические взгляды и неприязнь к либеральному статус-кво. В 1934 году, за год до окончания войны, он был демобилизован в Ла-Пас из-за язвы желудка. В это время он женился на Иоланде Сеспедес, сестре Аугусто, и основал юридическую фирму.

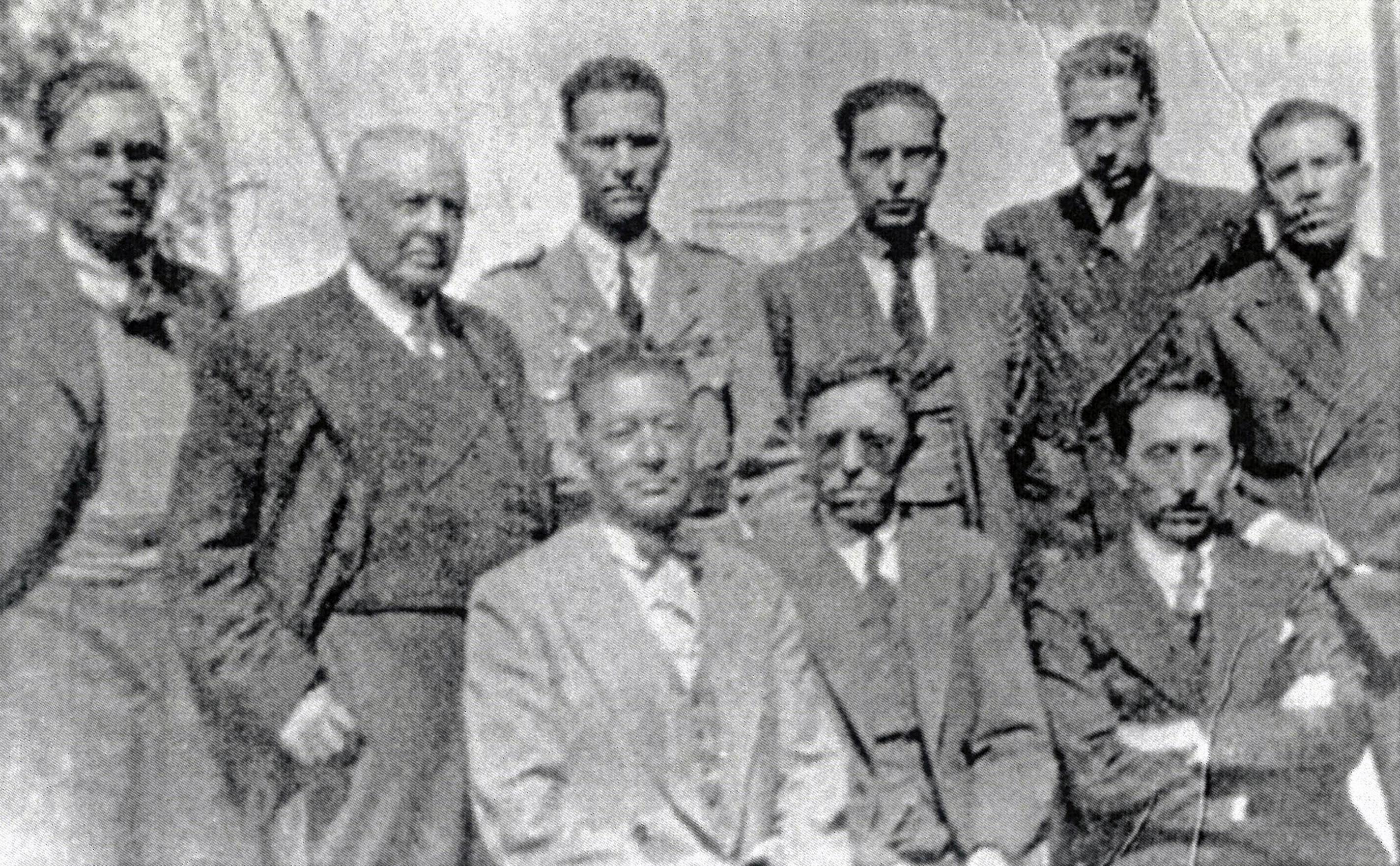
Монтенегро (крайний слева) с другими заговорщиками, которые спланировали и осуществили падение президента Хосе Луиса Техады Сорсано в мае 1936 года.

### Переворот 1936 года
В 1936 году вместе с Аугусто Сеспедесом и Армандо Арсе Монтенегро основал левую утреннюю газету La Calle. Издание было партийным органом Единой социалистической партии, генеральным секретарём которой был избран Монтенегро. Во время бурных событий мая 1936 года партия поддержала исторические общенациональные забастовки против правительства. 15 мая Монтенегро от имени своей партии подписал официальный союз с Рабочей федерацией труда (FOT). На следующую ночь был сформирован «Революционный комитет», в состав которого вошли Монтенегро и другие левые агитаторы, которые заняли и подняли красный флаг над несколькими правительственными зданиями Ла-Паса. Восстание, став кульминацией недель протестов и стачек, привело к свержению леворадикальными элементами внутри армии консервативного правительства президента Хосе Луиса Техады Сорсано.

### Делегат в Аргентине
Во время правления полковника Давида Торо, который стал президентом недавно созданной правительственной хунты, Монтенегро стал рассматриваться как потенциальная угроза. Последний всерьёз воспринимал заверения «военно-социалистического» правительства и требовал соответствующих преобразований, что заставляло президента опасаться, что без удовлетворения этих требований человек, организовавший свержение Техады Сорсано, может сделать то же самое и с ним. В результате Торо решил поручить Монтенегро задачу, которая максимально отдалила бы его от политической игры. Президент оказал давление на Монтенегро, вынудив его отправиться в Аргентину занять пост генерального секретаря и советника делегации Боливии на Чакской мирной конференции в Буэнос-Айресе. 3 декабря 1936 года он прибыл в аргентинскую столицу — изначально на два месяца, что в итоге продлилось ещё на два с половиной года.
Во время фактического изгнания Монтенегро в Аргентину он стал участником культурной жизни этой страны. Во время своего пребывания там он установил связи с такими деятелями, как аргентинский дипломат Онорио Пуэйрредон, историк Габриэль дель Масо, социалист Альфредо Паласиос и писатель Рикардо Рохас, а также перуанский политик Луис Альберто Санчес, с которым у него завязалась дружба на всю жизнь. По словам его жены: «все эти выдающиеся личности выказывали огромное восхищение и уважение Карлосу; они ценили его таланты как культурного, эрудированного, талантливого и остроумного человека; в разговорах чувствовался высокий уровень культуры и большие познания в мировых проблемах».
Хотя Монтенегро несколько раз возвращался в Ла-Пас, но всегда по личным причинам и никогда не оставался на родине надолго. Даже когда Торо был свергнут, а на его место в дворце Кемадо пришёл друг Монтенегро Херман Буш, ближайшие к новому президенту лица — в первую очередь его личный секретарь Габриэль Госальвес, плохо относившийся к Монтенегро — позаботились о том, чтобы Буш никогда не отзывал его с дипломатического поста. Монтенегро всё ещё находился в Аргентине, когда в 1939 году получил известие о самоубийстве Буша. Хотя временное правительство Карлоса Кинтанильи предлагало оставить его в Буэнос-Айресе или предоставить ему другую дипломатическую должность, Монтенегро настоял на возвращении.

## Возвращение в Боливию

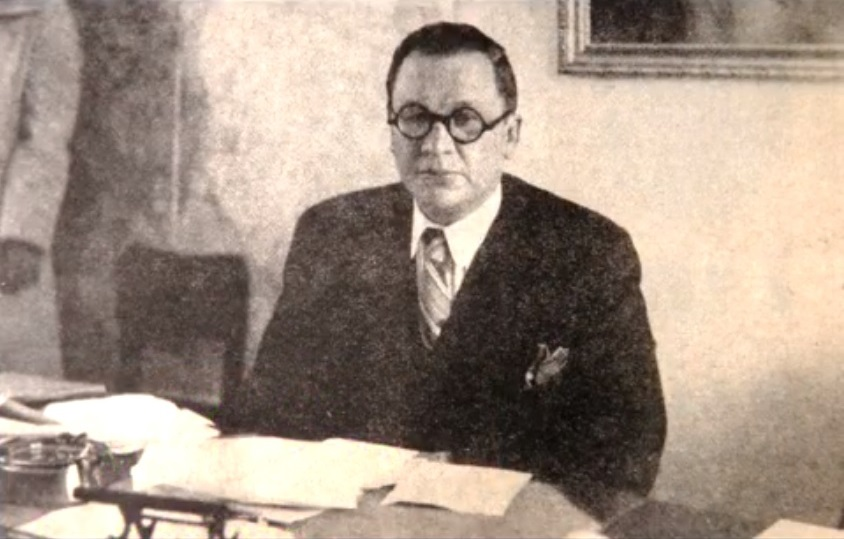
Монтенегро сидит в своем кабинете.

Вернувшись в Боливию в конце 1939 года, Монтенегро основал еженедельное периодическое издание «Буш» (Busch — «Боливия, единая без униженных классов»), названное в честь покойного президента. Наряду с La Calle и газетой Inti этот еженедельник впервые в современной истории страны представлял печатный орган, бросавший вызов контролируемой элитой прессе. Вернувшись в центр политической борьбы, Монтенегро объединился с другими молодыми левыми националистами: Виктором Пасом Эстенсоро, Эрнаном Силесом Суасо, Вальтером Геварой, Аугусто Сеспедесом, Херманом Монроем Блоком и Рафаэлем Отасо. Вместе они в 1941 году сформировали новую политическую партию, официально оформленную в 1942 году и получившую название Националистическое революционное движение (НРД).
Осознавая угрозу, исходящую от этого зарождающегося движения, традиционная олигархия «оловянных баронов» (La Rosca) начала проводить политику активных репрессий против сторонников НРД. В июле 1941 года президент Энрике Пеньяранда получил сфабрикованную записку от полномочного посла США Дугласа Дженкинса, в которой утверждалось о заговоре между немецким послом Эрнстом Вендлером и боливийским военным атташе в Берлине Элиасом Бельмонте с целью совершения государственного переворота. Президент использовал этот так называемый «нацистский путч» для объявления осадного положения 19 июля. Используя это, власти закрыли три периодических издания НРД и арестовали видных членов партии, включая Монтенегро, Сеспедеса и Гевару. В течение четырех месяцев они содержались в заключении в Сан-Игнасио-де-Веласко, недалеко от границы с Бразилией.

### Правительство Вильярроэля
20 декабря 1943 года Пеньяранда был свергнут в результате государственного переворота, организованного офицерами военной ложи «Разум отечества» (РАДЕПА) и ведущими деятелями НРД. Образовавшаяся в результате гражданско-военная хунта во главе с полковником Гуальберто Вильярроэлем включила Монтенегро в свои ряды, направив её в сферу сельского хозяйства, животноводства и колонизации. Однако сохраняющаяся у США ассоциация НРД с фашизмом привели к тому, что Вашингтон отказался признать новое правительство, начав его дипломатический бойкот. В попытке подтвердить свою приверженность хорошим отношениям с США правительство Вильярроэля 11 февраля 1944 года уволило и Монтенегро, и Сеспедеса. В конце 1944 года Монтенегро был назначен послом в Мексике и был делегатом на III Межамериканской конференции труда в 1946 году. Когда 21 июля 1946 года правительство Вильярроэля пало, Монтенегро снова нашёл убежище в Аргентине.

## Последние годы и смерть
После шести лет изгнания Монтенегро смог вернуться на родину вместе с другими руководителями НРД благодаря победе Боливийской национальной революции. Президент Виктор Пас Эстенсоро назначил его послом в Чили, но Монтенегро так и не вступил в должность. В связи с плохим состоянием здоровья он был помещен в больницу в Нью-Йорке, где и скончался 10 марта 1953 года в возрасте 49 лет.

## Публикации
- Montenegro, Carlos. Frente al derecho del Estado el oro de la Standard Oil :  [исп.]. — La Paz : Editorial Trabajo, 1938.
- Montenegro, Carlos. Caducidad de concesiones mineras :  [исп.]. — Editorial Cuadernos, 1938.
- Montenegro, Carlos. Nacionalismo y coloniaje | su expresión histórica en la prensa de Bolivia :  [исп.]. — La Paz : Ediciones Autonomía, 1943. — ISBN 978-99974-62-04-6.
- Montenegro, Carlos. Las inversiones extranjeras en América Latina :  [исп.]. — Ediciones Coyoacán, 1962.